# اللجنة البحرية الثلاثية
اللجنة البحرية الثلاثية (TNC) هي لجنة بحرية أسستها الولايات المتحدة وبريطانيا العظمى والاتحاد السوفيتي من أجل مصادرة السفن والغواصات الألمانية الباقية للدول المذكورة. تم استبعاد فرنسا بسبب التدخل السوفيتي. كانت نتيجة مؤتمر بوتسدام الذي انعقد في برلين في الفترة من 17 يوليو إلى 2 أغسطس 1945م. وذكر محضر المؤتمر – ما يسمى باتفاق بوتسدام – ما يلي:
«تتفق الحكومات الثلاث على تشكيل لجنة بحرية ثلاثية لتقديم توصيات متفق عليها إلى الحكومات الثلاث لتخصيص سفن حربية ألمانية محددة» وأن «الحكومات الثلاث وافقت على أن يتم النقل في أسرع وقت ممكن، ولكن في موعد لا يتجاوز 15 فبراير 1946».
بدأت اللجنة البحرية الثلاثية عملها في برلين في 15 أغسطس 1945م من خلال تعيين لجنة فرعية فنية كانت مسؤولة عن تقديم التوصيات المناسبة وإعداد قوائم التخصيص. عيّنت هذه اللجنة الفرعية بدورها أطراف تفتيش (تُسمى أيضًا المجالس البحرية الثلاثية) للقيام بالأعمال التفصيلية المتعلقة بتحديد السفن والغواصات التي سيتم الاحتفاظ بها وتخصيصها بين الحلفاء الثلاثة، وترتيبات التخلص من الباقيين.
في أغسطس وسبتمبر وأكتوبر 1945م،[بحاجة لمصدر] قامت المجالس البحرية الثلاثية، ومقرها في ألمانيا، بزيارة المملكة المتحدة والولايات المتحدة الأمريكية وكندا وترينيداد والنرويج، بالإضافة إلى بولندا والاتحاد السوفيتي، لتفتيش السفن المستسلمة وغواصات يو. وتحديد ما ينبغي التوصية به إلى اللجنة الفنية الفرعية ثم إلى للجنة البحرية الثلاثية، وبالتالي نقلها إلى كلا من الحلفاء الثلاثة.